# Jessica Rosenworcel

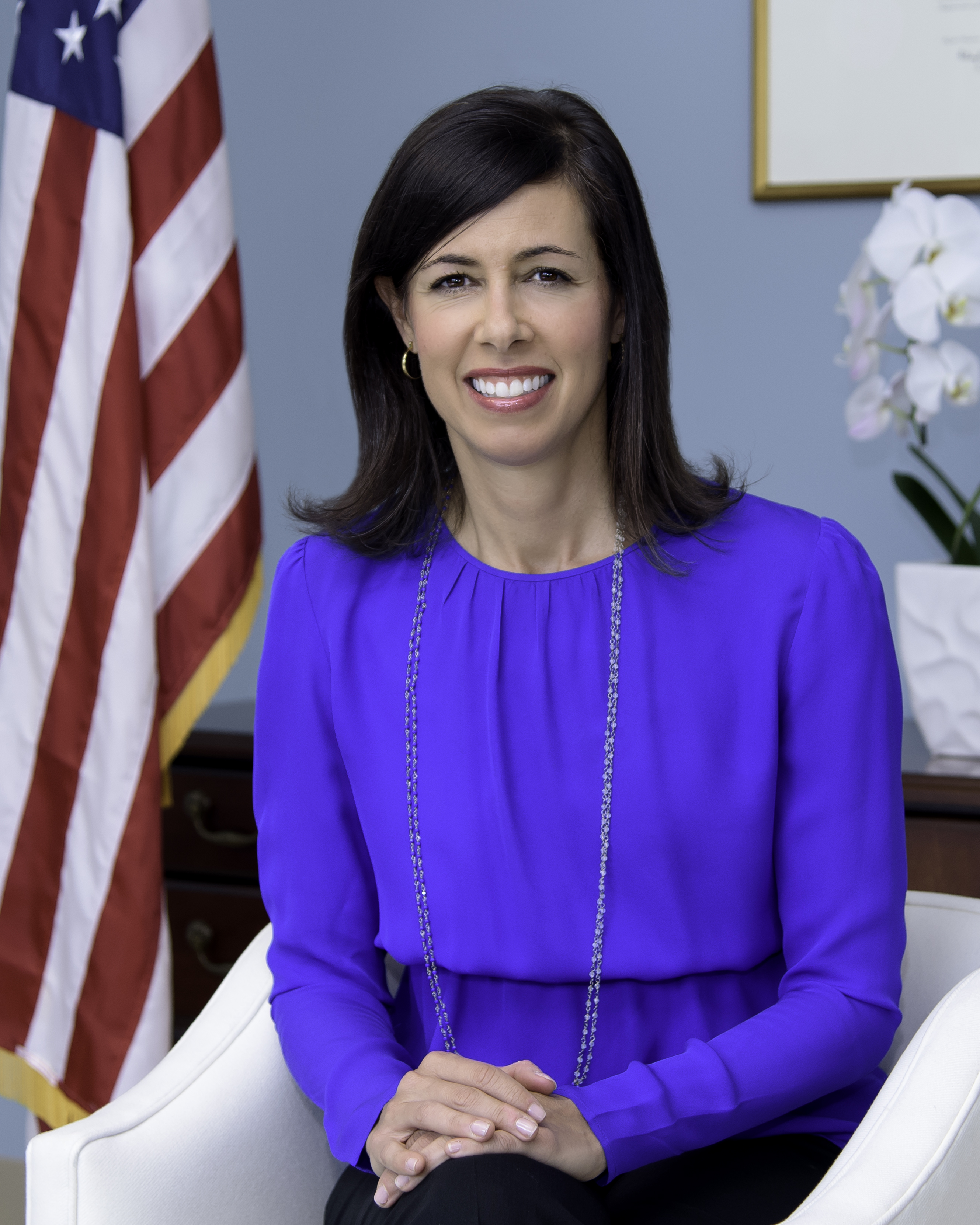
Jessica Rosenworcel (2018)

Jessica Rosenworcel (* 12. Juli 1971 in West Hartford) ist eine US-amerikanische politische Beamtin. Sie war von 2021 bis 2025 Chairwoman der bundesstaatlichen Medien- und Funkaufsicht FCC.
Rosenworcel stammt aus Hartford, Connecticut. Sie studierte Rechtswissenschaften an der Wesleyan University und der New York University School of Law. Rosenworcel trat Anfang der 2000er Jahre in den Dienst bei der FCC ein und arbeitete in der Abteilung für Medienpolitik. Von 2012 bis 2016 war sie bereits Chairwoman im Kabinett Obama. Zudem war sie Senior Communications Counsel des Committee on Commerce, Science, and Transportation des US-Senats unter Senator John D. Rockefeller IV und Senator Daniel Inouye.
Sie lebt in Washington, DC, ist verheiratet und hat zwei Kinder. Ihr Bruder Brian Rosenworcel ist Schlagzeuger und Mitbegründer der Rockband Guster.